# 리카르도 로페스

리카르도 로페스(스페인어: Ricardo López, 1975년 1월 14일 ~ 1996년 9월 12일)는 우루과이 태생의 미국인으로 아이슬란드의 가수 비요크를 살해하려고 해 "비요크 스토커"라고도 불린다.
가족과 함께 조지아주 로런스빌로 왔던 로페스는 해충구제업자로 일을 시작하였다. 낮은 자존감과 사회적으로 은둔 생활을 하였던 로페스는 1993년 비요크에게 집착하게 되고, 비요크와 약혼하고 싶어하였으며, 당시 비요크와 교제하고 있었던 골디에게 화가 났다. 1996년 로페스는 거의 9개월 간 플로리다주 할리우드에 위치한 자신의 아파트에서 비요크 및 다른 주제에 대한 비디오 일기를 제작하였다.
1996년 9월 12일, 로페스는 런던에 위치한 비요크의 자택에 황산을 넣은 편지 폭탄을 부치고 집으로 돌아와 자신의 동기를 설명하는 마지막 비디오를 녹화하였고, 총으로 자살하는 모습을 찍었다. 할리우드 경찰은 로페스가 사망하고 4일 뒤 시신과 비디오를 발견하였으며, 런던 광역경찰청에 연락하여 비요크는 다치지 않았다.

## 어린 시절
리카르도 로페스는 1975년 1월 14일 우루과이의 중산층 가정에서 태어났으며, 가족은 미국으로 이민을 가 조지아주의 로런스빌에 정착하였다. 로페스는 가족과 좋은 관계였고, 태평한 성격을 가지고 있었으나 내향적이었다. 몇몇 남성 친구는 존재했으나 로페스가 여성에 대해 가지고 있던 무능함이나 사회적 어색함 등으로 여성 친구나 여자친구는 없었다. 로페스는 클라인펠터 증후군을 가지고 있었다.

## 같이 보기
- 마크 채프먼
- 존 힝클리 주니어
- 크리스티나 그리미
- R. 버드 드와이어
- 크리스틴 처벅